# Caunes-Minervois
Caunes-Minervois – miejscowość i gmina we Francji, w regionie Oksytania, w departamencie Aude. Przez miejscowość przepływa rzeka Argent-Double. 
Według danych na rok 1990 gminę zamieszkiwało 1527 osób, a gęstość zaludnienia wynosiła 55 osób/km² (wśród 1545 gmin Langwedocji-Roussillon Caunes-Minervois plasuje się na 246. miejscu pod względem liczby ludności, natomiast pod względem powierzchni na miejscu 232.).

## Zabytki
Zabytki w miejscowości posiadające status Monument historique:
- opactwo Saint-Pierre-et-Saint-Paul
- opactwo Caunes-Minervois
- kamieniołomy marmuru: kamieniołom królewski, kamieniołom marmuru szarego i kamieniołom skały Buffens
- kaplica krzyża (Chapelle du Crucifix)
- wielka fontanna (Grande Fontaine)
- Hôtel d'Alibert
- Hôtel de Sicard
- Hôtel de Tapié
- Maison Étienne Vidal